# Anthony Obame
Anthony Obame Mylann (Libreville, 10 de setembro de 1988) é um taekwondista gabonês, é o primeiro medalhista olímpico do Gabão.
Anthony Obame competiu nos Jogos Olímpicos de 2012, na qual conquistou a medalha de prata em 2012.